# Семененко, Семён Валерьевич
Семён Вале́рьевич Семене́нко (9 июля 1981, Новосибирск, РСФСР, СССР) — российский футболист, защитник.

## Карьера

### В клубе
Воспитанник новосибирской ДЮСШ «Чкаловец» и футбольной школы московского «Локомотива». Профессиональную карьеру начал в 1998 году в дубле «Локомотива», где с перерывами выступал до 2000 года, проведя за это время 67 матчей во втором дивизионе, в которых забил 3 мяча. 26 апреля 1999 года в домашнем матчей против раменского «Сатурна» дебютировал в главной команде, в составе которой находился до 2004 года, однако, после 1999 года за основу не играл. Всего за «Локо» сыграл 6 матчей за основной состав в лиге, 1 матч в Кубке России и 2 матча в Кубке УЕФА, помимо этого, провёл за дублирующий состав 25 матчей в турнире дублёров, забил 4 мяча. В сезоне 1999 года стал, вместе с командой, серебряным призёром чемпионата России.
Сезон 2002 года провёл в аренде в «Кубани», в составе которой сыграл 19 матчей, после чего вернулся в «Локомотив», где и провёл весь 2003 год, сыграв всего лишь в одном матче за дубль. В 2004 году был отдан в аренду стерлитамакскому «Содовику», в котором играл до августа, проведя за это время 14 матчей, после чего, в том же месяце, был арендован «Балтикой», в которой и доиграл сезон, проведя 9 матчей и забив 1 гол. С 2005 по 2006 год выступал в составе тольяттинской «Лады», за которую сыграл 45 матчей в лиге, забил 1 мяч и ещё провёл 3 матча в Кубке России.
В 2007 году перешёл в «Сибирь», однако в основной состав пробиться тогда не смог, сыграл за него только 4 матча в лиге и 2 матча в Кубке, в которых забил 1 гол. В начале 2008 года был отдан в аренду в фарм-клуб «Сибири», выступавший в зоне «Восток» Второго дивизиона, где и провёл сезон, сыграв 22 матча и забив 4 мяча в лиге, и ещё проведя 3 встречи и забив 1 гол в Кубке России, был капитаном команды, а по итогам сезона Семён был признан лучшим защитником зоны «Восток». В 2009 году вернулся в основную команду, в состав которой был заявлен 16 марта, всего в том сезоне провёл 6 матчей за клуб, после чего покинул «Сибирь». В 2012 году клуб «Сибирь-2» включил его в заявку на участие во Втором дивизионе России.

### В сборной
С 1998 по 2000 год выступал в составе юношеской сборной России (до 18 лет), за которую забил 2 мяча, был капитаном команды, выигравшей Всемирные юношеские игры.

### Послеигровая деятельность
В 2016 году занимал должности исполнительного директора Новосибирской областной федерации футбола (с февраля) и генерального директора ФК «Сибирь» (в июне — ноябре).

## Достижения

### Командные
Вице-чемпион России: (1)
- 1999 (ФК «Локомотив»)

### Личные
Лучший защитник зоны «Восток» Второго дивизиона России: (1)
- 2008 (ФК «Сибирь-2»)